# エイプリル・ティンスリー殺害事件
エイプリル・ティンスリー殺害事件（エイプリル・ティンスリーさつがいじけん）は、アメリカ合衆国インディアナ州で1988年に発生した殺人事件である。
被害者のエイプリル・マリー・ティンズリー（April Marie Tinsley、1980年3月18日 - 1988年4月1日）は、インディアナ州フォートウェイン出身の8歳の少女で、1988年に誘拐され、強姦の末に殺害された。
犯人は1990年から2004年にかけて、事件の舞台となったフォートウェインに再犯を匂わせるようなメッセージを残した。
フォートウェイン警察署は、2018年12月21日に犯人のジョン・ミラーを逮捕した。その後、ミラーには児童虐待及び殺人の罪で懲役80年の刑が下された。
この事件は、アメリカの未解決事件を取り扱う番組で取り上げられ、DNA鑑定の結果、犯人を兄弟のレベルまで絞り込むことができた。そして、フォートウェイン警察署は、ミラーが犯人であると突き止めた。

## 誘拐と殺人
ティンズリーは、メソジスト系教会の児童合唱団のメンバーであり、小学校1年生だった。事件当日の4月1日の聖金曜日、友達と自宅へと移動しながら遊んでいた。ティンズリーは傘を取りに戻った後、午後3時頃に姿を消した。
後に、犯人のジョン・ミラーは、犯行は計画的であったと認めたものの、彼女との面識はなかったとしている。ミラーは、エイプリルに車に乗るように言い、その直後に彼女を強姦した上殺害した。その晩に、遺体を側溝に遺棄した。
夕食に帰ってこない娘を心配した母は、警察に通報した。 最初の捜索隊は、250人のフォートウェイン警察官と50人のボランティアからなっていた。また、その後の目撃証言で、白人の男がエイプリルと思われる少女を車に押し込んでいたことがわかっている。
3日後の4月4日、現場の近くで、捜査官はティンズリーの靴の片方、買い物袋に入った性的玩具を発見した。後に、付近での青いピックアップトラックを見たというが証言あった:126。司法解剖の結果、性的暴行を受けたあとに絞殺されたことが判明した。報告によると、死亡推定時刻は発見の1日2日ごろ、遺棄された時間は発見の4時間前であった:125–6。
2つの地元のラジオ局が1988年4月5日に報奨金のための基金を設けた。さらに、彼女の埋葬と家族の支援のための追加の支援も募集された。4月8日にフェイスユナイテッドメソジスト教会で追悼式が行われ 、遺体はグリーンローン墓地に埋葬された。

## 調査
初期捜査の段階で、警察は別件の児童性犯罪で逮捕された34歳の男を取り調べたが釈放された:126。地元の90人の有志が、1988年4月20日にボランティアグループAPRIL（Associated Parents Regional Independent League、誘拐防止偵察および情報連盟）を結成し、警察の行方不明児童の捜索を支援する活動を始めた:127。2005年6月24日、ティンズリー家はアレン郡庁舎で記者会見を開き、事件への情報提供を呼びかけた。2009年6月、インディアナ州当局は、連邦捜査局(FBI)のChild Abduction Rapid Deployment(CARD)に事件解決への協力を要請した。

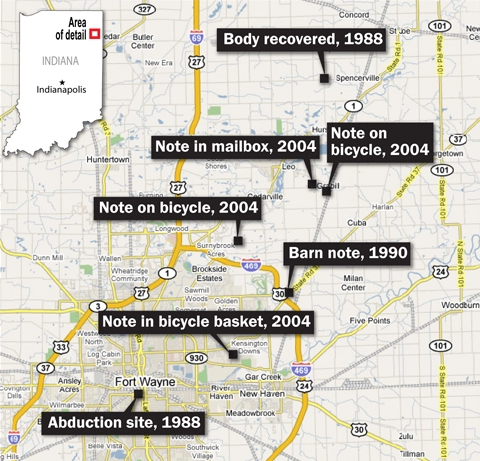
インディアナ州アレン郡の地図。遺体発見から犯人の遺したメッセージの場所等を示している。要加筆箇所

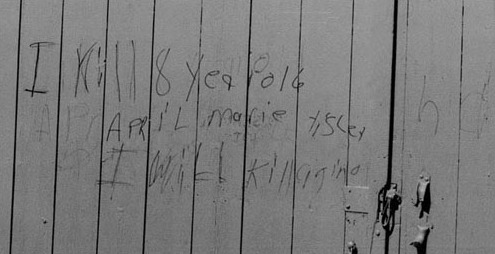
1990年5月にセントジョセフタウンシップで発見されたティンズリーの死に寄せたメッセージ

1990年5月21日、警察はセントジョセフタウンシップの納屋で「8歳のエイプリル・ティンスリーを殺す」と「もう片っぽの靴は見つかったかい。ハハハ、また殺ってやるよ。」というメッセージを発見した。メッセージはその納屋の近くで見つかったクレヨンで書かれていた。捜査官は当初、1990年6月14日にフォートウェインで遺体が発見された7歳の児童の殺害と何らかの関連性があるとみた。 地方警察と州警察は、これらの事件の調査のため1991年4月に捜査班を結成した。1991年8月7日、FBIの行動科学班は、2つの事件は類似しているものの、最終的には両者は無関係であるとした。
2004年4月26日、フォートウェインで犯人によるものと見られる4枚のメモが見つかった。これらのメモのうち3枚は女の子の自転車に残され、もう1つは郵便受けに投函されていた。使用済みのコンドームと男性の下半身の画像がビニール袋に入っている物であった。そのうち1枚には「やあ、ハニー... ずっと見てるよ…ティンスリーを拉致ってハメて殺ったやつだ。次はお前だ…もし警察に言わなかったら、そして明日のニュースや新聞にこれがなかったら…お前の家を潰す」（原文ママ）と書かれていた。コンドームから検出されたDNAは、容疑者の警察のDNA情報と一致し、捜査官は事件との関連性を見出した。
2009年4月、テレビ番組「America's Most Wanted」は、ティンズリーの事件に関する公開捜査を行い、情報提供を呼びかけた。調査シリーズの「Crime Watch Daily」は、2016年に放映されたエピソードでこの事件を取り上げた。ティンズリーの事件は、犯人逮捕からわずか数時間後の2018年7月15日に放送された「On the Case with Paula Zahn 」のエピソードで取り上げられた。 2018年10月26日、インディアナ州警察は、当局がティンズリー事件の容疑者としてジョン・D・ミラーを特定するのを支援した3人のフォートウェインの捜査官を称えた。
殺人直後、警察はティンズリーの誘拐の目撃証言に基づく容疑者の似顔絵を公開した。 1988年4月26日、警察はティンズリーと5人の容疑者のDNAサンプルをDNA型鑑定のためにメリーランド州ジャーマンタウンの私立研究所に送ったが、解決には至らなかった。
FBIの行動分析班は、2009年に容疑者のプロフィールを作成し、容疑者を「かなりの児童性犯罪者」、つまり「子供に対して長期的かつ持続的な性的欲求を持っている」と説明した。プロフィールでは、殺人者は白人男性であり、40代から50代で、フォートウェイン/アレン郡北東部に住んでいるか、低所得から中所得で働いているとしている:129。
2015年6月、バージニア州を拠点とする企業Parabonは、容疑者のDNAからの情報に基づいて、容疑者の「スナップショット」のモンタージュ公開した。警察は2016年5月初旬にこのスケッチの更新版を新たに発表した。

## 犯人
2018年5月、フォートウェイン警察の刑事は容疑者のDNAのサンプルを法医学の専門機関Parabon Nanolabsに送った。この会社は、GEDmatchを使用して容疑者の親戚を特定した。 2018年7月2日、遺伝学者のシーシー・ムーアは容疑者のリストを2人の兄弟に絞り込んだ。その中には、インディアナ州グラビル在住のミラーも含まれていた 。近隣の住民は、彼のことを短気で引きこもりだと述べた。警察はミラーのゴミ箱から使用済みのコンドームを発見し、容疑者のDNAと一致するDNAを収集した。
刑事は2018年7月15日にミラーの自宅に向かい、署まで同行するように言った。黙秘権について説明した後、なぜ自分たちがここに来たかわかるかと聞いた。警察によると、彼は「エイプリル・ティンズリー」と答えたという。警察署でのインタビュー中に、彼はティンズリーを誘拐し、強姦し、トレーラーで窒息死させ、さらに屍姦した上で、遺棄したと自白した。
当局は彼を殺人、児童性的虐待、監禁の罪で起訴した。2018年7月19日の法廷審問で彼は無罪を主張した。 2018年12月7日、ミラーはティンズリーを強姦し、素手で首を絞めたとして、有罪判決を下した。殺人の罪50年、児童性的虐待30年、計80年の禁固刑が言い渡された。判決後、彼はプレーンフィールドのインディアナ州矯正局受付診断センターに収容された。 2019年1月16日、彼はニューキャッスル矯正施設に移送された。ミラーの釈放は、どんなに早くても、彼が99歳になった時である。

## その後
2015年4月、フォートウェインのホグランドマスターソン地区で、エイプリルの記念碑「エイプリルズガーデン」の建設が始まった。 2018年7月28日、慰霊のための行進が行われた。
エイプリルの母は、2018年4月4日、娘と他の児童虐待の犠牲者を偲んで風船を飛ばした。翌日、フェアフィールド小学校では、ピンクのモクレンの木とベンチがエイプリルのために寄贈された。その後、続いて、キャンドル・ビジルが行われた。
2019年5月、9人の捜査官が、全米警察官協会(NAPO)の全国警察賞を受賞した。この賞は、30年にわたって行われた彼らのたゆまぬ協力的な努力が認められたものである。これらの捜査官は、インディアナ州警察、FBI、アレン郡保安官局、およびフォートウェイン警察署の出身であった。 NAPOは、彼らをアメリカで最も著名で献身的な警官の1人であると述べた。